# Lotus azoricus
Lotus azoricus är en ärtväxtart som beskrevs av Peter William Ball. Lotus azoricus ingår i släktet käringtänder, och familjen ärtväxter. Inga underarter finns listade i Catalogue of Life.